# Jacques Massu
Jacques Massu, né le 5 mai 1908 à Châlons-sur-Marne (actuellement Châlons-en-Champagne, dans la Marne) et mort le 26 octobre 2002 à Conflans-sur-Loing (Loiret), est un militaire français. Officier général, compagnon de la Libération et commandant en chef des forces françaises en Allemagne, il s'illustre notamment dans la colonne Leclerc et la 2e DB durant la Seconde Guerre mondiale.
Pendant la guerre d'Algérie, il est à la tête de la 10e division parachutiste, mise en cause (par Henri Alleg et Louisette Ighilahriz notamment) pour des faits de torture. Massu reconnaît son usage en 1971 dans son livre La Vraie Bataille d'Alger, expliquant que ces méthodes inspirées de la guerre d'Indochine auraient favorisé la lutte contre le terrorisme du FLN. Il a par la suite exprimé ses regrets quant au recours à la torture.

## Biographie

### Origines et études
Jacques Massu est né à Chalons-sur-Marne dans une famille d'officiers militaires français. Il fait ses études au lycée Saint-Louis-de-Gonzague à Paris, au collège libre Saint-François de Sales à Gien (1919-1925) puis au Prytanée national militaire (1926-1928) de La Flèche où il a reçu le matricule 9953a. Entré à l'École spéciale militaire de Saint-Cyr, il en sort en 1930 (promotion Maréchal-Foch) et commence sa carrière militaire comme sous-lieutenant de l'infanterie coloniale dans les colonies françaises du Maroc, du Togo et du Tchad.

### Seconde Guerre mondiale
Il est capitaine en Afrique équatoriale, à la tête de la 3e compagnie du régiment de tirailleurs sénégalais du Tchad et de la subdivision militaire du Tibesti, quand il répond à l'appel du 18 juin 1940 du général de Gaulle et rejoint la France libre, aux côtés du gouverneur Félix Éboué en août 1940.
Il participe à la bataille du Fezzan avec la colonne Leclerc. Méhariste au Tibesti, il a transformé son « vaisseau du désert » en « pétrolier » pour un rendez-vous de ravitaillement avec les camions de Bagnold du Long Range Desert Group qui prenaient les Forces françaises libres (FFL) de Leclerc comme passagers.
En 1941, il est à la tête du Bataillon de Marche du Tchad et se place sous les ordres du général Leclerc. Comme commandant puis lieutenant-colonel de la 2e DB, il débarque en Normandie le 2 août 1944, participe aux batailles du théâtre de l'Ouest européen qui le mène au cœur de l'Allemagne jusqu'à Dachau, où il rencontre Edmond Michelet, détenu dans le camp de concentration. Il avait d'abord participé activement à la libération de Paris en août 1944. Il est connu pour être entré le premier dans l'hôtel Majestic, QG de l'administration militaire allemande de la capitale. Entré avec le groupement Langlade par la porte de Saint-Cloud, il remonte l'avenue Mozart et parvient avenue Kléber, tout près de l'Étoile. Il fait prisonnier l'ensemble du personnel allemand présent au Majestic : cinquante officiers et trois cents hommes. Il participe ensuite avec la 2e DB à la meurtrière campagne d'Alsace et à la libération de Strasbourg et de Colmar avec le groupement Langlade.

### Guerre d'Indochine et retour en France
En septembre 1945, le lieutenant-colonel Massu est placé à la tête du groupement de marche de la 2e division blindée qui débarque à Saïgon et participe au dégagement de la ville et du Sud de l'Indochine à partir d'octobre 1945. À la suite du bombardement du port de Haïphong le 23 novembre 1946, ordonné par l'Amiral Thierry d'Argenlieu, causant entre 300 et 20 000 morts, pour la plupart civils, Hô Chi Minh donne l'ordre de prendre les armes. Le Viêt-Minh lance l'assaut sur Hanoï le 19 décembre 1946, les combats entre le CEFEO (Corps Expéditionnaire Français d'Extrême-Orient) et le Viêt-Minh s'accompagnent également de massacres contre les populations françaises. À l'issue de laborieuses manœuvres diplomatiques avec le gouvernement français, Ho Chi Minh se rapproche du pouvoir communiste chinois. Le général Leclerc envoie alors au Tonkin le groupement du colonel Massu qui reprend la ville dont les égouts ont été minés[réf. nécessaire] ; il inflige de lourdes pertes au Viêt-Minh qui retenait prisonnière la population française[réf. nécessaire]. Les troupes Viet-Minhs ne pouvaient alors lutter contre une troupe aguerrie par ses campagnes antérieures, les soldats français ayant pour la plupart déjà combattu au sein des FFL ou de l'Armée de la Libération à la fin de la Seconde Guerre mondiale. L'empereur Bao Daï, à la recherche de nouvelles alliances, aurait demandé au général Leclerc que le groupement Massu fût renvoyé à Saïgon et que le colonel regagne la France. Suzanne Torrès, chef des infirmières « Rochambelles » a eu l'occasion de faire plus ample connaissance du colonel Massu en Indochine. Née Suzanne Rosambert, elle divorce de son deuxième mari, l'avocat Henri Torrès, et épouse à Paris Jacques Massu en 1948, à la mairie du 16e arrondissement.

### Expédition de Suez
Jacques Massu poursuit en France sa carrière au sein des troupes parachutistes. Il prend d'abord la tête de la 1re demi-brigade coloniale de commandos parachutistes en Bretagne de 1947 à 1949. En 1951, il prend le commandement de la 4e brigade d'AOF à Niamey où est construit sous son autorité, le Fort Massu près de Timia au cœur de l’Aïr. En 1954, il est affecté en Tunisie comme adjoint au commandant de la 11e DI coloniale puis comme commandant de la zone opérationnelle nord, au Kef. En juin 1955, devenu général de brigade, il commande le Groupe parachutiste d'intervention devenu en 1956 la 10e Division parachutiste (D.P.), connue au sein de l'armée française sous le nom de division Massu ; il débarque le 6 novembre 1956 à Port-Saïd (Égypte), lors de l'opération de Suez à la suite de la nationalisation du canal par le colonel Nasser en représailles à l'abandon de financements occidentaux en Égypte. Après avoir pris la ville, il combat aux côtés des Britanniques qu'il rejoint pour prendre Ismaïlia. L'opération militaire tourne court à la suite du rappel des troupes par les gouvernements français et britanniques sous la pression diplomatique conjointe des États-Unis et de l'URSS, via les instances de l'ONU.

### Guerre d'Algérie
Il est, pendant la guerre d'Algérie, à la tête de la 10e Division parachutiste.
Le 7 janvier 1957, le Ministre-Résident, Robert Lacoste, confie les pouvoirs de police à l'armée afin de lutter contre l'activité du FLN et en particulier contre les attentats s'étant multipliés au cours de l'année 1956 et au début de l'année 1957 (le 30 septembre au Milk Bar et à la Cafétéria, le 13 novembre, au Palais d'été, à la gare d'Hussein-Dey et au Monoprix de Maison-Carrée, le 29 novembre à la Maison des Combattants, à la Pergola et au boulevard de Provence, le 24 décembre, l'explosion d'un car d'enfants, le 3 janvier avec l'explosion du trolleybus d'Hydra notamment). Ces attentats causent de nombreux morts civils, ce qui motive le ministre de la Défense nationale, Maurice Bourgès-Maunoury, à exiger de l'armée française des résultats rapides à partir de février 1957.
Les quatre régiments de la 10e division parachutiste quadrillent alors la ville, en ayant recours à des perquisitions, des arrestations et des interrogatoires par milliers, impliquant l'usage de la torture dans de nombreux cas. L'objectif est d'éradiquer le réseau bombes de Yacef Saâdi. Les officiers du Général Massu incluent notamment Roger Trinquier (théoricien de la guerre subversive dans son ouvrage La Guerre moderne) et Paul Aussaresses. Ce dernier supervise la mise en place du système de renseignement qui repose sur l'usage de la torture et les exécutions sommaires (il a notamment ordonné la mort de Larbi Ben M'hidi et d'Ali Boumendjel).
La bataille d'Alger s'achève à l'automne 1957. La section algéroise du FLN est démantelée et la fréquence des attentats est largement réduite. Cependant, cet affrontement (décrit par certains historiens comme la « grande répression d'Alger ») contribue à accroître le fossé entre les populations musulmanes et les militaires français du fait du recours à la torture.
Le 13 mai 1958, des manifestations éclatent en Algérie faisant suite à l'assassinat de trois soldats français par le FLN. Lorsque les partisans de l'Algérie française envahissent le siège du gouvernement général, Massu prend la parole et proclame la création d'un Comité de salut public dont il est nommé président ; il demande au président René Coty la formation d'un gouvernement de salut public, « seul capable de conserver l'Algérie comme partie intégrante de la métropole ». Cet épisode accélère le retour au pouvoir du général de Gaulle afin de mettre fin à la crise de mai 1958.
En juillet 1958, Jacques Massu reçoit ses étoiles de général de division et prend, en décembre, la tête du corps d'armée d'Alger en exerçant simultanément les fonctions de préfet régional pour l'Algérois. En janvier 1960, il aurait émis certaines réserves sur la politique algérienne du président de la République, le général de Gaulle, dans un entretien accordé au journaliste du Süddeutsche Zeitung de Munich, Hans Ulrich Kempski. Bien qu'il démente les propos tenus et la façon dont ils sont reportés, il est rappelé à Paris et est démis de son poste de commandant du corps d'armée d'Alger par le général de Gaulle. La nouvelle provoque sur place une réaction violente concrétisée par la semaine des barricades à Alger, instiguée notamment par Pierre Lagaillarde (député et ancien parachutiste).

### Jacques Massu et la10eDPdans l'usage de la torture
En 1971, le général Massu rouvre le dossier de la torture en Algérie dans son livre La Vraie Bataille d'Alger, dans lequel il écrit notamment : « À la question “Y a t-il eu vraiment torture ?”, je ne peux répondre que par l’affirmative, quoiqu’elle n’ait jamais été institutionnalisée, ni codifiée ».
Dans un entretien télévisé, en 1971, il déclare : « J'ai dit officiellement que je reconnaissais l'existence de la méthode et que je la prenais sous ma responsabilité. ». Il ajoute spécifiquement : « la torture telle que j'ai autorisé qu'elle soit pratiquée à Alger ne dégrade pas l'individu. » Il aurait expérimenté la torture électrique (dite gégène) sur lui-même à vitesse réduite, et avait invité ses officiers à en faire de même. Cependant, il s'oppose à l'idée que la torture était systématique : il défend l'idée selon laquelle elle n'a été utilisée que dans des cas exceptionnels pour lutter contre le terrorisme du FLN, mais également qu'elle a été « fréquente » pendant la Bataille d'Alger. Il écrit dans son livre à ce propos : « dans le plus grand nombre des cas, les militaires français obligés de l’utiliser pour vaincre le terrorisme ont été, et heureusement ! « des enfants de chœur » par rapport à l’usage qu’en ont fait les fellagas. (…) Nous sommes restés bien en deçà de la Loi du lévitique « œil pour œil, dent pour dent » » Cette rhétorique de la proportionnalité de la torture par rapport à la violence du FLN est présente dans les diverses interventions de Massu pendant les années qui suivent la parution de son livre.
Cependant, si le général reconnaît que l'usage de la torture était présent en Algérie, et le justifie par les fins à atteindre, il dément l'avoir pratiquée lui-même, et même avoir assisté à de quelconques faits analogues. Il est avéré que ses officiers ont effectivement torturé (selon ses dires et d'après diverses accusations), et ce en réponse à une logique de maximisation des résultats. En effet, le 7 janvier 1957, Serge Baret, le préfet IGAME (inspecteur général de l'administration en mission extraordinaire) d'Alger, signe un arrêté qui remet les pouvoirs de police aux autorités militaires. Une politique d'intensification des mesures de lutte contre le FLN est décidée ; l'action de la 10e DP s'accélère donc, avec plus de 400 arrestations en 10 jours au mois de mars.
La responsabilité propre du général Massu n'est pas clairement définie. Il est notamment accusé par Jean-Charles Deniau d'avoir donné l'ordre d'exécuter le mathématicien et militant communiste Maurice Audin, et par Louisette Ighilahriz d'avoir participé aux violences à son encontre. Néanmoins ces accusations sont réfutées par Massu à plusieurs reprises. De même, à la question des 3 024 « disparus » entre janvier et avril 1957 sous la responsabilité des parachutistes français recensés par Paul Teitgen, secrétaire général à la police d'Alger en 1957, Massu répond que ce dernier s'était trompé.
La fin de la guerre d'Algérie a été suivie d'une  loi d'amnistie pour les actes commis en relation avec cette dernière, qu'ils soient du fait du Front de libération national (FLN), de l'Organisation de l'armée secrète (OAS) ou des militaires français. Cette loi fut encore complétée en 1966, en juillet 1968 et en 1982. Massu n'a donc jamais été condamné pour torture.
En 2000, dans le cadre de l'enquête menée par la journaliste Florence Beaugé, le général Massu explique qu'avec le recul la torture ne lui paraît « pas indispensable en temps de guerre » et qu'on pourrait « très bien s'en passer »,. Il ajoute dans un entretien avec Le Monde quelques mois plus tard : « Mais j'ai dit et reconnu que la torture avait été généralisée en Algérie ! Elle a ensuite été institutionnalisée avec la création du CCI (centre de coordination interarmées) et des DOP (dispositifs opérationnels de protection), et institutionnaliser la torture, je pense que c'est pire que tout ! Mais je n'y suis pour rien. Ce n'est pas moi qui ai donné l'ordre de créer le CCI et les DOP et qui les ai mis sur pied ». Il contredit ainsi ses premières déclarations.

### Retraite

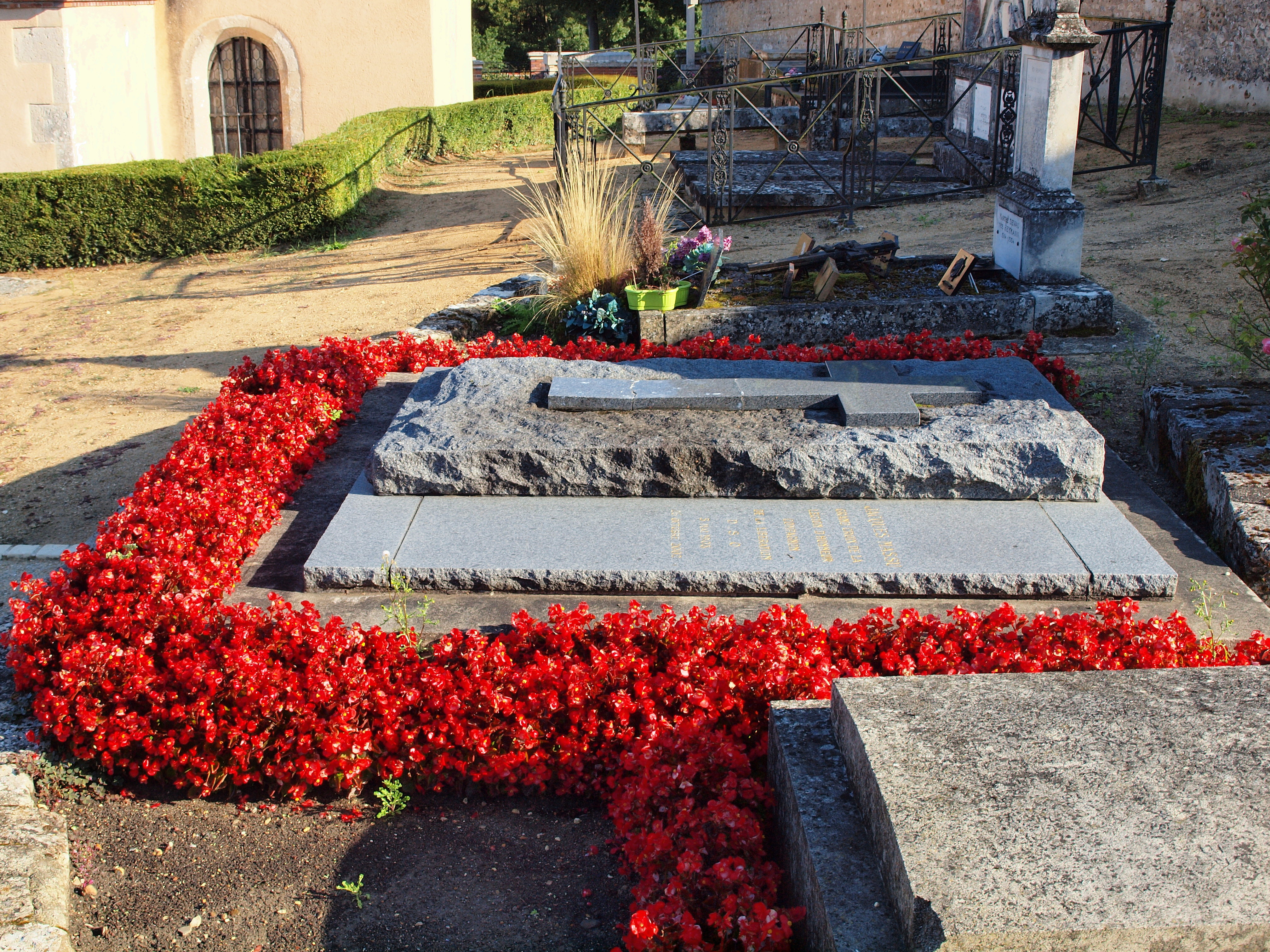
Tombe du général Jacques Massu au cimetière de Conflans-sur-Loing.

Jacques Massu n'approuve pas le putsch des généraux du 21 avril 1961, mené par les généraux  Challe,  Jouhaud,  Salan et  Zeller, mais il demandera leur grâce au président de la République.[citation nécessaire] En septembre 1961, il devient gouverneur militaire de Metz et commandant de la 6e région militaire. Il y retrouve le R.P. Louis Fougerousse (1917-1980), aumônier militaire de la 2e DB.[citation nécessaire]
En mars 1966, il est nommé commandant en chef des forces françaises d'occupation en Allemagne, en résidence à Baden-Baden. Le 29 mai 1968, le général de Gaulle vient le consulter en pleine tourmente de Mai 1968, dans sa résidence de fonction au pavillon de chasse du Fremersberg. Son rôle politique à cette occasion est essentiel, puisqu'il recommande au président de la République de revenir rapidement dans la capitale et d'éviter tout bain de sang, ce dont le général de Gaulle lui sera profondément reconnaissant.[citation nécessaire] En juillet 1969, il quitte ses fonctions dans l'armée d'active et entre dans la 2e section des officiers généraux.
Vivant retiré, à partir de juillet 1969, à Neuilly-sur-Seine, puis dans sa demeure gâtinaise de Conflans-sur-Loing, Jacques Massu veille sur sa famille et se consacre à l'écriture de ses mémoires.

### Mort
Il meurt le 26 octobre 2002 à 94 ans et les honneurs militaires lui sont rendus à la chapelle de l'École Militaire de Paris.
Il est inhumé au cimetière de Conflans-sur-Loing (Loiret).

## Vie privée
Jacques Massu a été marié à deux reprises :
- en 1948, à Suzanne Torrès (née Rosambert), ancienne infirmière en chef des infirmières de la 2e DB, appelées « Rochambelles » dont il fait la connaissance durant la campagne d'Indochine[31] ;
- en 1978 à Catherine Drouin, après le décès de sa première épouse.

Il a trois enfants, dont une fille issue de son premier mariage (décédée du vivant de son père), et deux enfants, adoptés lors de son séjour en Algérie.

## Carrière militaire
- 1930 : sous-lieutenant à sa sortie de Saint-Cyr
- 1932 : lieutenant
- 1939 : capitaine
- 1942 : commandant
- 1944 : lieutenant-colonel
- 1946 : colonel
- 1955 : général de brigade
- 1958 : général de division
- 1963 : général de corps d'armée
- 1966 : général d'armée

## Décorations
|  |  |  |
|  |  |  |
|  |  |  |
|  |  |  |
|  |  |  |

- Grand-croix de la Légion d'honneur
- Compagnon de la Libération par décret du 14 juillet 1941
- Croix de guerre 1939-1945 (huit citations)
- Croix de guerre des Théâtres d'opérations extérieurs (trois citations)
- Croix de la Valeur militaire (deux citations)
- Croix du combattant
- Médaille coloniale avec agrafes « Maroc », « Afrique française libre », « Fezzan », « Tunisie » et « Extrême-Orient »
- Presidential Unit Citation (États-Unis)
- Ordre du Service distingué (Grande-Bretagne)
- Grand officier de l'ordre du Nichan el Anouar
- Commandeur avec plaque de l'ordre de l'Étoile noire du Bénin
- Grand commandeur de l'ordre du Mérite de la République fédérale d'Allemagne

## Dans la fiction
Dans la mini-série De Gaulle, l'éclat et le secret (2020), son rôle est interprété par François Chattot.